# Artyleria polska na froncie wschodnim

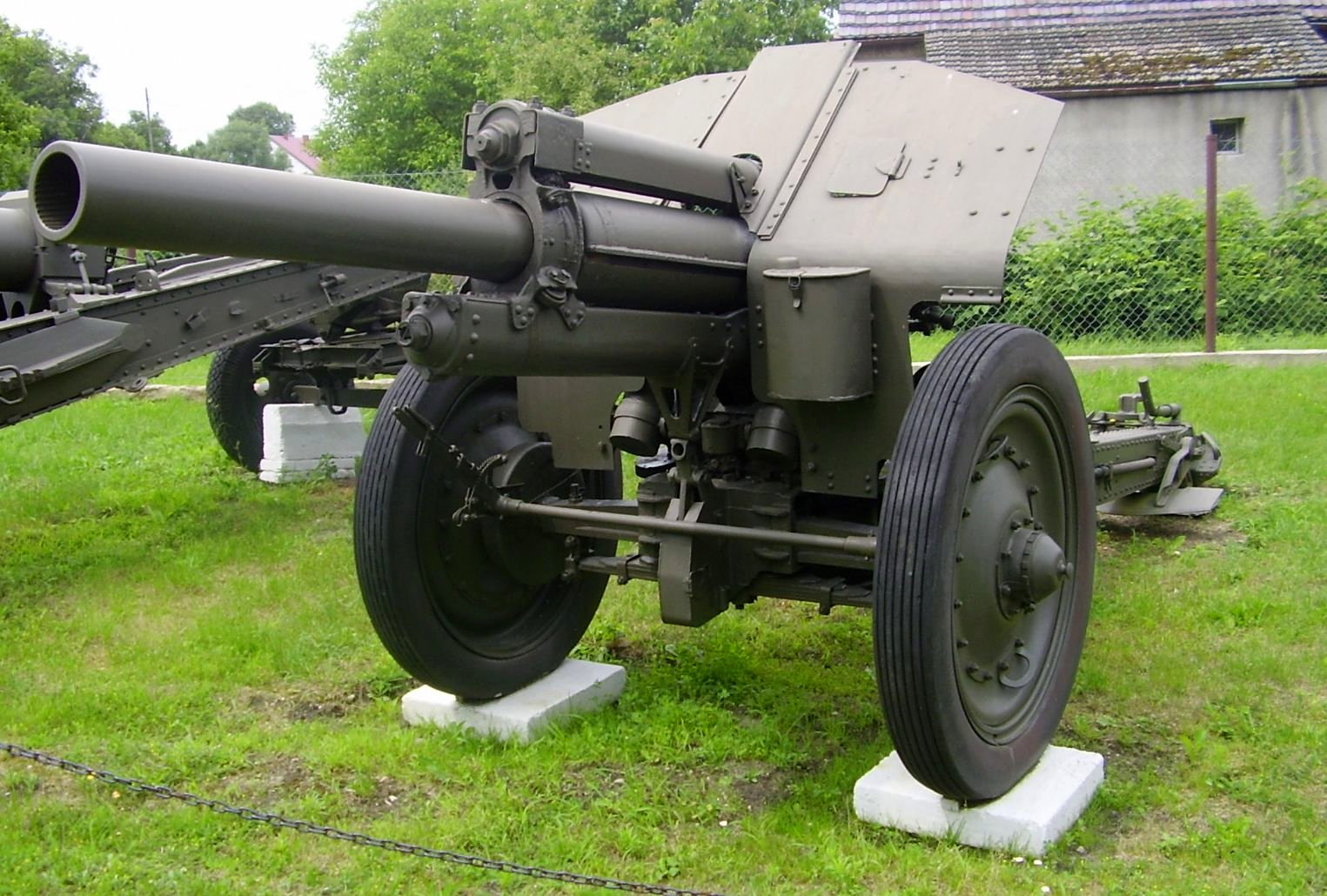
122 mm haubica wz. 1938 (M-30)

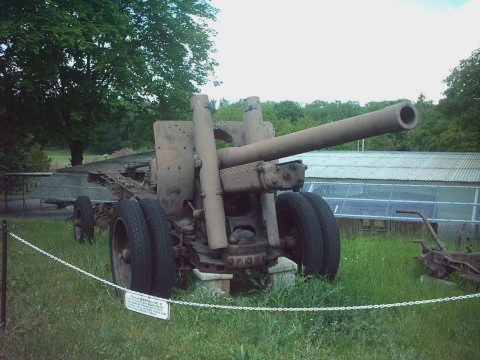
122 mm armata wz. 1931/37 (A-19)

Artyleria polska na froncie wschodnim – jeden z podstawowych rodzajów wojsk ludowego Wojska Polskiego w latach 1943 - 1945.
Artyleria ludowego Wojska Polskiego powstawała wraz z 1 Dywizją Piechoty im. Tadeusza Kościuszki. Jej skład doskonalił się pod względem organizacyjnym i uzbrojenia do końca II wojny światowej. Składała się z moździerzy, artylerii lekkiej i ciężkiej, przeciwpancernej, pancernej, rakietowej i przeciwlotniczej. Pod względem organizacyjnym składała się z artylerii batalionowej, pułkowej, dywizyjnej, armijnej i Odwodu Naczelnego Dowództwa.

## Artyleria naziemna

### Artyleria dywizji piechoty
W batalionie znajdowała się:

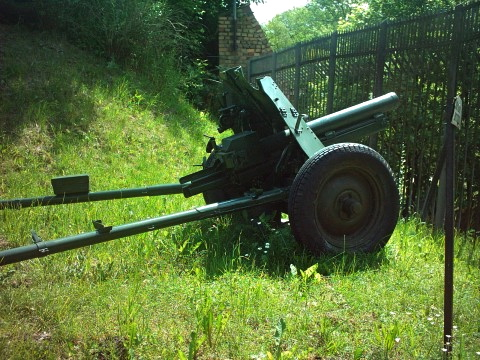
76 mm armata pułkowa wz. 1943

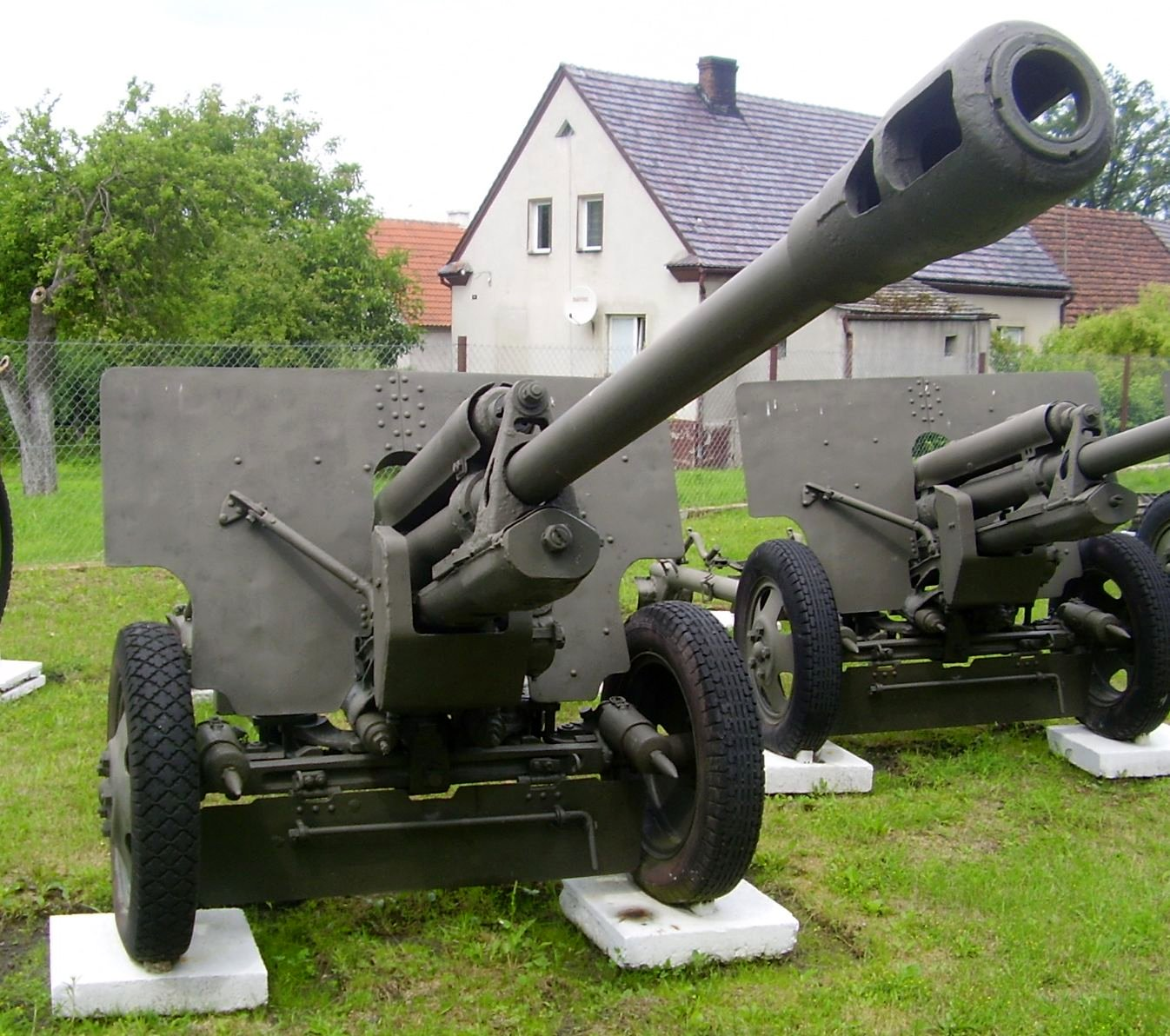
Armata
ZIS-3

- kompania 82 mm moździerzy — 9 moździerzy
- pluton 45 mm dział przeciwpancernych — 2 działa

W pułku piechoty:
- bateria 45 mm dział przeciwpancernych — 6 dział
- bateria 76 mm dział polowych — 4 armaty
- bateria 120 mm moździerzy — 8 moździerzy.

Na szczeblu dywizji:
- pułk artylerii lekkiej
  - 3 x dywizjon artylerii
    - 2 x baterie armat dywizyjnych 76,2 mm ZIS-3 po 4 działa
    - 1 x bateria haubic 122 mm — 4 haubice
- dywizjon dział pancernych SU-76 - 13 dział samobieżnych[2]

W sumie w dywizji piechoty:
- 81 moździerzy 82 mm
- 24 moździerze 120 mm
- 36 armat przeciwpancernych 45 mm
- 13 dział pancernych[2]
- 12 armat 76,2 mm pułkowych
- 24 armaty 76,2 mm ZIS-3
- 12 haubic 122 mm

Razem: 202 działa i moździerze

### Artyleria 1 Armii WP
- dwie brygady artylerii ciężkiej
- dwie brygady haubic

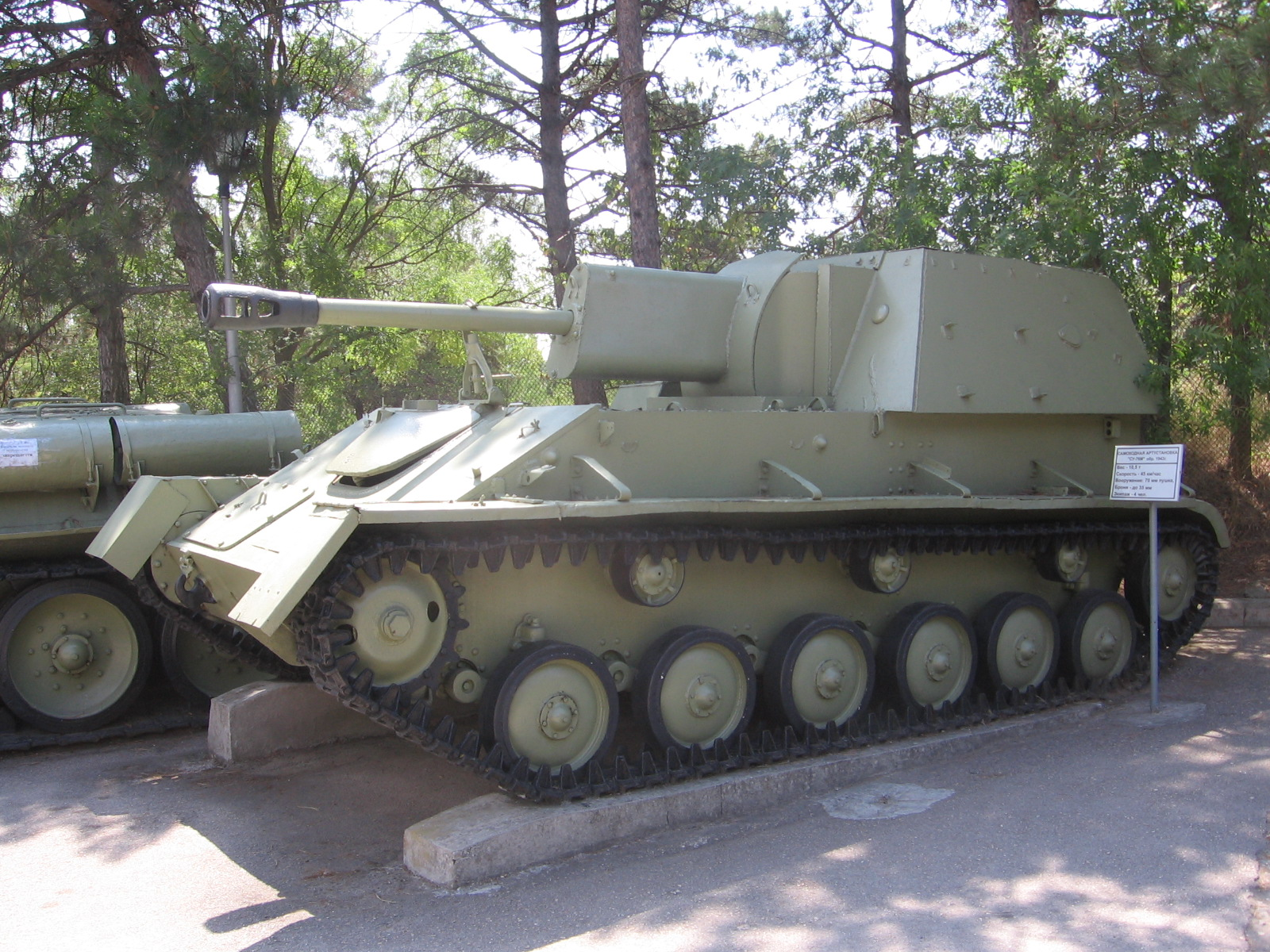
działo pancerne SU-76

- brygada artylerii przeciwpancernej
- pułk artylerii pancernej
- dywizjon artylerii pancernej[2]
- pułk moździerzy

### Artyleria 2 Armii WP

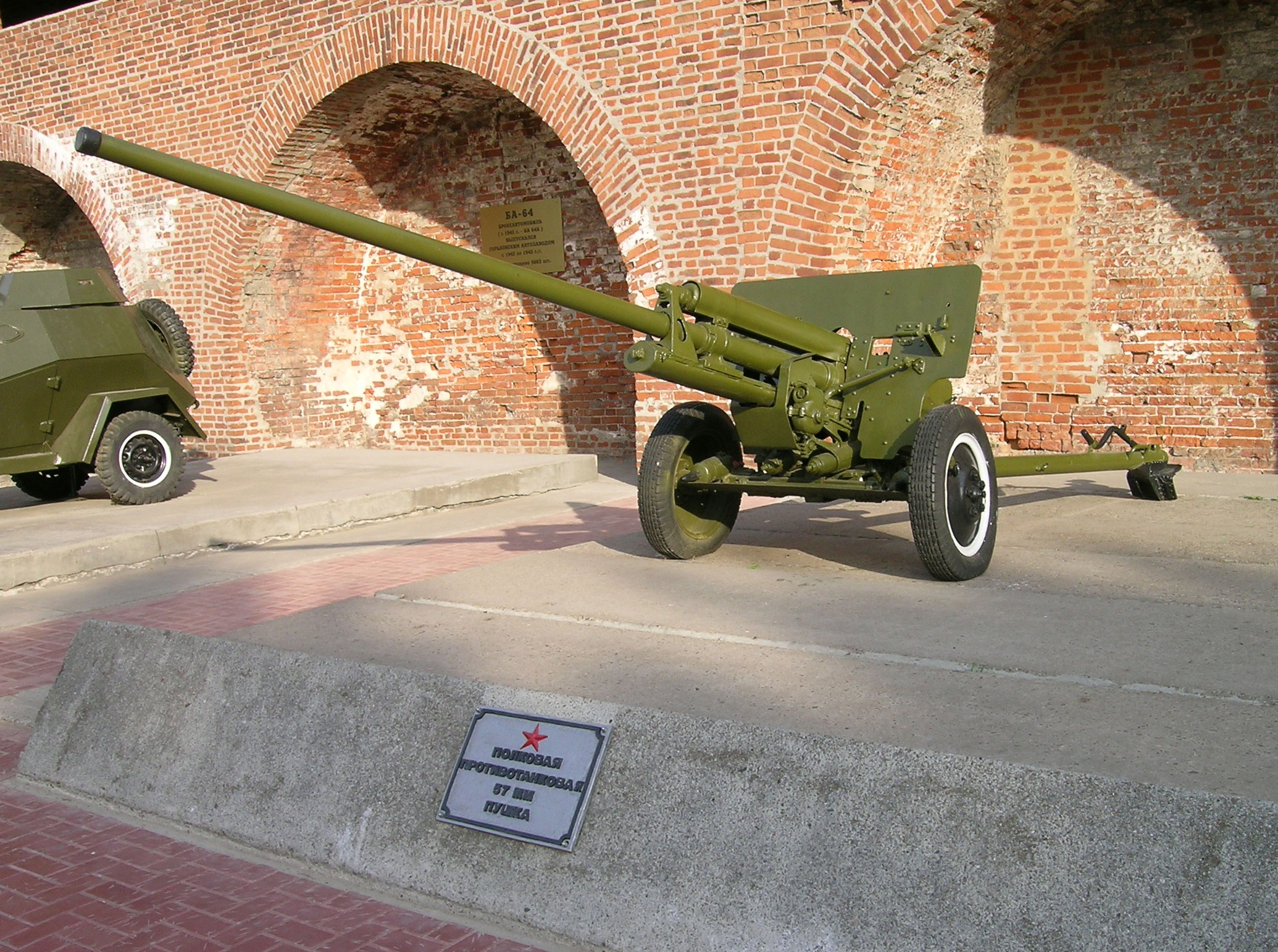
Armata przeciwpancerna ZIS-2

- brygada artylerii przeciwpancernej
- pułk moździerzy
- pułk artylerii pancernej[2]
- dywizja artylerii przeciwlotniczej

Na okres wejścia do walki armii przydzielono:
- 2 Dywizję Artylerii
- 98 pułk artylerii rakietowej

Do 2 Armii został przydzielony również 1 Korpus Pancerny wraz ze swoimi trzema pułkami artylerii pancernej, pułkiem moździerzy i dywizjonem rakietowym.

### Artyleria Odwodu Naczelnego Dowództwa

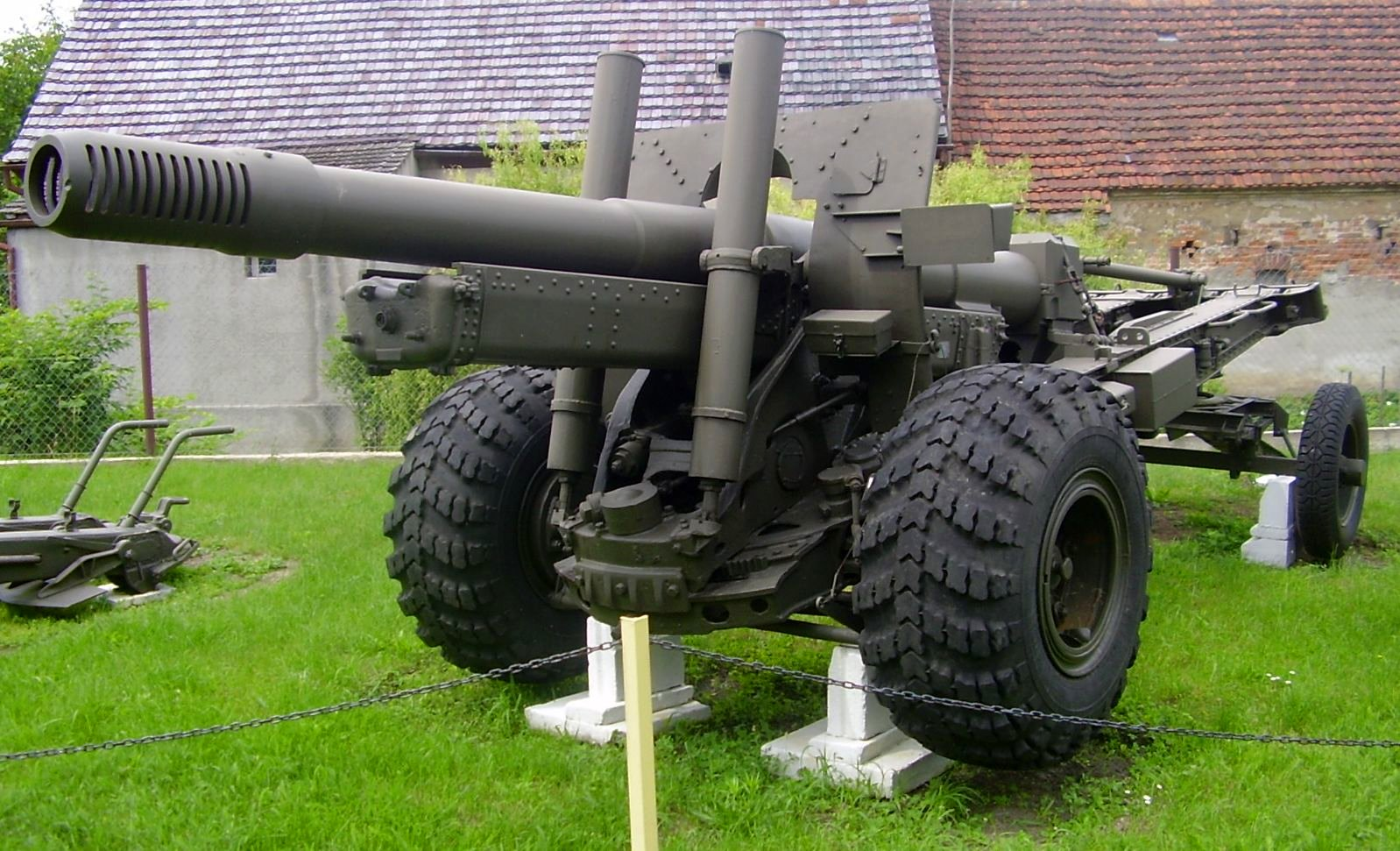
152 mm haubicoarmata wz. 1937 (MŁ-20)

- dywizja artylerii
- brygada artylerii ciężkiej
- brygada moździerzy
- brygada przeciwpancerna

### Środki artyleryjskie
Zgodnie z etatami artyleria ludowego Wojska Polskiego powinna posiadać:
- 1586 moździerzy
- 1080 dział do ognia pośredniego
- 1202 środki przeciwpancerne
- 8 wyrzutni rakietowych

Razem – 4222 (3876 dział i moździerzy).
Na dzień 1 maja 1945 stan artylerii wynosił 3569 dział i moździerzy.

## Artyleria przeciwlotnicza

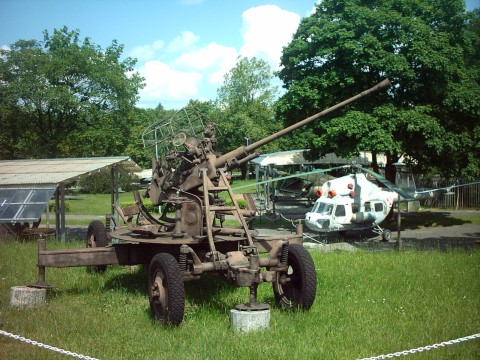
37 mm armata przeciwlotnicza wz. 1939

Zalążkiem artylerii przeciwlotniczej ludowego Wojska Polskiego był 1 samodzielny dywizjon artylerii przeciwlotniczej sformowany w ZSRR 7 lipca 1943 w składzie 1 Dywizji Piechoty im. Tadeusza Kościuszki.
Po powstaniu 1 Korpusu Polskich Sił Zbrojnych w ZSRR 10 sierpnia 1943 dywizjon został włączony w skład 1 Brygady Artylerii im. gen. Józefa Bema.
18 marca 1944 1 samodzielny dywizjon artylerii przeciwlotniczej przeformowano na korpuśny pułk artylerii przeciwlotniczej.
Na podstawie rozkazu dowódcy 1 Armii Polskiej w ZSRR z 7 maja 1944 rozpoczęto formowanie jednostki w Sumach 1 Dywizji Artylerii Przeciwlotniczej. Jako zawiązki posłużyła kadra z paplot korpusu, a 1 daplot powrócił do dawnej formy organizacyjnej.
W związku z decyzją o formowaniu 2 Armii Naczelne Dowództwo Wojska Polskiego nakazało zorganizowanie 3 Dywizji Artylerii Przeciwlotniczej i podporządkowanie jej dowództwu 2 AWP.
Dla potrzeb odwodu Naczelnego Dowództwa WP sformowano 4 Dywizję Artylerii Przeciwlotniczej.

### Jednostki artylerii przeciwlotniczej na froncie wschodnim

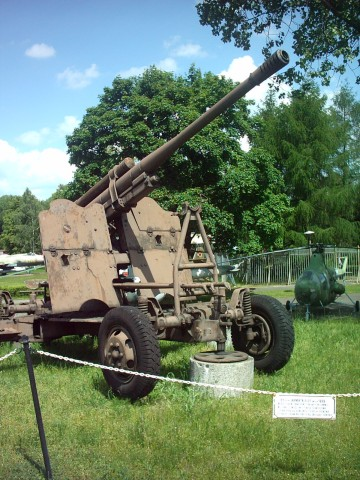
85 mm armata przeciwlotnicza wz.39

- 1 samodzielny dywizjon artylerii przeciwlotniczej
- 1 Dywizja Artylerii Przeciwlotniczej
  - 15 pułk artylerii przeciwlotniczej
  - 16 pułk artylerii przeciwlotniczej
  - 17 pułk artylerii przeciwlotniczej
  - 18 pułk artylerii przeciwlotniczej
- 3 Dywizja Artylerii Przeciwlotniczej
  - 61 pułk artylerii przeciwlotniczej
  - 66 pułk artylerii przeciwlotniczej
  - 69 pułk artylerii przeciwlotniczej
  - 75 pułk artylerii przeciwlotniczej
- 4 Dywizja Artylerii Przeciwlotniczej
  - 77 pułk artylerii przeciwlotniczej
  - 79 pułk artylerii przeciwlotniczej
  - 81 pułk artylerii przeciwlotniczej
  - 83 pułk artylerii przeciwlotniczej

Jednostką podległą bezpośrednio Naczelnemu Dowództwu WP był 32 pułk artylerii przeciwlotniczej